# رندهیر
رندهیر (به انگلیسی: Randheer) یک روستا در پاکستان است که در پنجاب واقع شده‌است. رندهیر ۲۲۰ متر بالاتر از سطح دریا واقع شده‌است.